# Emil Jakobsen
Emil Manfeldt Jakobsen, más conocido como Emil Jakobsen, (Kerteminde, 24 de enero de 1998) es un jugador de balonmano danés que juega de extremo izquierdo en el SG Flensburg-Handewitt. Es internacional con la selección de balonmano de Dinamarca.
Su primer gran campeonato con la selección fue el Campeonato Mundial de Balonmano Masculino de 2021, en el que su selección consiguió la medalla de oro.

## Palmarés

### Selección nacional
| Juegos Olímpicos   | Juegos Olímpicos             | Juegos Olímpicos  | Juegos Olímpicos |
| Año                | Lugar                        | Medalla           |                  |
| ------------------ | ---------------------------- | ----------------- | ---------------- |
| 2020               | Tokio                        | Medalla de plata  |                  |
| 2024               | París                        | Medalla de oro    |                  |
| Campeonato Mundial |                              |                   |                  |
| Año                | Lugar                        | Medalla           |                  |
| 2021               | Egipto                       | Medalla de oro    |                  |
| 2023               | Polonia y Suecia             | Medalla de oro    |                  |
| 2025               | Croacia, Dinamarca y Noruega | Medalla de oro    |                  |
| Campeonato Europeo |                              |                   |                  |
| Año                | Lugar                        | Medalla           |                  |
| 2022               | Hungría y Eslovaquia         | Medalla de bronce |                  |
| 2024               | Alemania                     | Medalla de plata  |                  |

### GOG Gudme
- Copa de Dinamarca de balonmano (1): 2019

### Flensburg
- Liga Europea de la EHF (1): 2024

## Clubes
| Club                   | País      | Año         |
| ---------------------- | --------- | ----------- |
| GOG Gudme              | Dinamarca | 2016 - 2021 |
| SG Flensburg-Handewitt | Alemania  | 2021 - Act. |